# استیسی تراویس
استِیسی تراویس (انگلیسی: Stacey Travis؛ زادهٔ ۲۹ اوت ۱۹۶۶) هنرپیشه زن اهل ایالات متحده آمریکا است. از فیلم‌ها با نقش‌آفرینی او می‌توان دختران زمینی بی‌قید و بندند و قاچاق را نام برد.